# Rokash
Rokash або Ро́каш — білоруський фольк-роковий гурт із Мінська.

## Учасники
Теперішні
- Поліна Дулинець (Паліна Дулінец) — спів, автор музики
- Лявон Козаков (Лявон Казакоў) — спів, варган, автор текстів
- Олександр Окульчик (Аляксандр Акульчык) — гітара
- Микола Липневич (Мікалай Ліпневіч) — флейта, перкусія
- Артур Мартинов (Артур Мартынаў) - бубни
- Вікторія Бузько - флейта

Колишні
- Станіслав Богданов (Станіслаў Багданаў) — перкусія
- Михайло Кінчин (Міхаіл Кінчын) — бубни, перкусія
- Олексій Яфременко (Аляксей Яфрэменка) — бубни
- Ольга Драпеза (Вольга Драпеза) — флейта
- Наталя Ісаєва (Натальля Ісаева) — флейта
- Микита Васількован (Мікіта Васількаван) — бубни
- Ольга Сєрєнкова (Вольга Серанова  - флейта

## Дискографія
Альбоми
- Запалі Агонь (липень 2011)

1. Запалі агонь
2. Крумкач
3. Восень
4. Сокал
5. Духі Зямлі
6. Хмяльны Бранль
7. Крылы
8. Ваўкалак
9. У тваіх вачах
10. У лясным гушчары
11. Дзеці паўночнага ветру
12. Балада пра ліцьвіна (акустыка) [bonus]
13. Зялёныя рукавы (акустыка) [bonus]

- Пад знакам крумкача (EP) (жовтень 2014)

1. Ноч лістапада
2. Хмары
3. Вецер вее
4. Стары замак

Участь у збірниках
- Прэм’ер Тузін 2007[be-x-old] (2008) — «Крумкач»